# 제임스 트래퍼드
제임스 해링턴 트래퍼드(영어: James Harrington Trafford, 2002년 10월 10일 ~ )는 잉글랜드의 축구 선수로 현재 프리미어리그의 맨체스터 시티에서 골키퍼로 활약하고 있다.

## 출전 통계
| 클럽     | 시즌    | 출전 | 득점 |
| -------- | ------- | ---- | ---- |
| 애커링턴 | 2021-22 | 11   | 0    |
| 볼튼     | 2021-22 | 22   | 0    |
| 볼튼     | 2022-23 | 52   | 0    |
| 번리     | 2023-24 | 28   | 0    |
| 번리     | 2024-25 | 45   | 0    |

## 수상

#### 볼튼
- EFL 트로피 : 2022-23

#### 잉글랜드
- UEFA U-21 유로 : 2023

### 개인
- EFL 리그 1 시즌의 팀 : 2022-23
- EFL 챔피언십 시즌의 팀 : 2024-25
- EFL 챔피언십 골든 글러브 : 2024-25
- UEFA U-21 유로 토너먼트의 팀 : 2023